# Elle Czischek
Elle Czischek (Geburtsname Elke Czischek; * 23. Februar 1961 in Bonn) ist eine deutsche Schauspielerin und Sängerin.

## Leben
Elle Czischek wuchs in Wiesbaden auf und absolvierte die Westfälische Schauspielschule Bochum. Von 1986 bis 1990 spielte sie an den Bühnen der Stadt Köln, unter anderem in Inszenierungen von Frank Castorf und Manfred Karge. 1990 bis 1993 war sie am Deutschen Schauspielhaus in Hamburg, wo sie in der Operette Der kleine Faust das Gretchen sang. Danach gastierte sie an verschiedenen Bühnen, unter anderem am Württembergischen Staatstheater Stuttgart und an den Hamburger Kammerspielen. 
Czischek gab 1987 in dem Film Peng! Du bist tot! in einer Nebenrolle ihr Kinodebüt. Zu Beginn der 1990er Jahre wurde sie durch die Fernsehserie Motzki einem größeren Publikum bekannt. Hier spielte sie die alleinerziehende Nachbarin Carmen Schneppel, mit der sich die Titelfigur immer wieder anlegte. Sie war in zahlreichen Fernsehproduktionen zu sehen, so spielte sie 1994 in dem Film Verrückt nach dir an der Seite von Bernd Michael Lade die Hauptrolle. Es folgten unter anderem Auftritte im Tatort und durchgängige Rollen in den Serien Vater wider Willen, Das Büro oder Ein Fall für B.A.R.Z. Außerdem war sie feste Spielpartnerin von Maren Kroymann bei Nachtschwester Kroymann.
2001 präsentierte Czischek im BKA-Theater in Berlin ihr selbstgeschriebenes Soloprogramm Kugelschreibertattoo. Sie arbeitet auch als Hörspielsprecherin und hat in einer Zusammenarbeit mit Stephan Wald auch bei einer Single-Veröffentlichung mitgewirkt. 2014 erfolgt ihre offizielle Namensänderung in Elle Czischek. Mit ihrer Band Elle & Kapelle hat sie eine CD veröffentlicht und tritt mit eigenen musikalischen Produktionen als Sängerin auf, unter anderem mit Ciao Cacao Schokohits frisch von der Plantage. Sie arbeitet auch als Texterin und gibt Medientraining und Seminare für Führungskräfte.

## Filmografie
- 1987: Peng! Du bist tot!
- 1988: Evelyn Hamanns Geschichten aus dem Leben (Fernsehserie, Folge: Bambi dreifach)
- 1988: Geschichten aus der Heimat (Fernsehserie, Folge: Glück im Ünglück)
- 1993: Motzki (Fernsehserie, 8 Folgen)
- 1994: Verrückt nach dir
- 1995: Bella Block: Liebestod
- 1995: Der Richter und das Mädchen
- 1997: Tatort: Undercover-Camping
- 2001: Sperling und das Krokodil im Müll
- 2001–2002: Vater wider Willen (Fernsehserie, 13 Folgen)
- 2002: Wie die Karnickel
- 2022: Eine Familie wider Willen
- 2003–2004: Das Büro (Fernsehserie, 13 Folgen)
- 2004: Tatort: Sechs zum Essen
- 2005–2008: Ein Fall für B.A.R.Z. (Fernsehserie, 39 Folgen)

## Hörspiele (Auswahl)
- 1990: Jorge Vivanco Maldonado: Lateinamerika: Mythos und Wirklichkeit: Ein Fink des Schicksals (Luzmilla als Erwachsene) – Regie: Klaus-Dieter Pittrich (Hörspiel – WDR)
- 1990: Craig Warner: Große Komponisten (Maria) – Regie: Norbert Schaeffer (Hörspiel – WDR)
- 2000: Morti Vizki: Irrläufer (Dagmar) – Regie: Michael Schlimgen (Original-Hörspiel, Science-Fiction-Hörspiel – WDR)